# ساندرين فافر
ساندرين فافر (بالفرنسية: Sandrine Favre)‏ هي متسلقة جبال تزلج ‏ فرنسية، ولدت في 5 سبتمبر 1988.